# Svullo
Mats Mikael Dübois, kendt som Micke Dubois og Svullo (født 25. februar 1959 i Solna, død 30. november 2005 i Huddinge), var en svensk skuespiller, sanger og komiker.

## Biografi

### 1959-1988: Opvækst, bodybuilding ogCaptain Freak
Dubois voksede op i Solna, Stockholm. Han var ikke særlig interesseret i uddannelse og kunne mere lide sport. Han var meget talentfuld inden for ishockey og tennis. Han var også en skørter i skolen, hvilket fik ham til at gå i en speciel klasse. Der blev han mobbet for at være tynd.
Dubois fortsatte aldrig sine studier og tog nogle ulige job. Med de penge, han tjente, rejste han til USA. På det tidspunkt var bodybuilding meget populær, og Dubois trænet i samme motionscenter som Arnold Schwarzenegger og fik store muskler. Da han gik hjem til Sverige, ønskede han at forfølge en karriere som komiker. Han deltog i en luftgitarrkonkurrence, hvor han fik tredjepladsen. Senere optrådte han et par gange i restauranten Berns. Derefter blev han berømt og optrådte på rockklubben Alexandra som karakteren "Captain Freak". Hans optræden var meget vellykket, og han fortsatte med at optræde der en gang om ugen om et år. Det var i løbet af denne tid, 1988, at han fik ideen om karakteren "Svullo".

### 1988-2005:Angne Och Svullo,Den Elake Polisenog "För Fet För Ett Fuck"
Gennem vedvarende pres på SVT mødte han Hans Crispin, og sammen dannede de duoen Angne & Svullo til TV. Dubois publikum blev udvidet med kortfilmen Elake Polisen og dens efterfølger instrueret af Ulf Malmros. I begyndelsen af 1990'erne optrådte han også som tabertypen "Skägget", og ligesom ham gjorde en række hjemme-rapporter iført løsskæg. Skæget skiftede plads før hver ny rapport. Han besøgte blandt andet Anna Lindh, Alice Timander og Sune Mangs.
Han udgav også en række sange, herunder sangen "För Fet För Ett Fuck" sammen med Electric Boys, som blev et hit vinteren 1990. Mange af Svullos sange er tydeligt inspireret af AC/DC.
I 1993 deltog Dubois i "Griståget", et turneringssamarbejde med Eddie Meduza.
På TV4 optrådte Dubois i en række forskellige programmer, for eksempel deltagere i Fångarna På Fortet (1997) sporingshund i På Rymmen (1998-1999) som vært for Robot Wars (2002) og som dommer over Sveriges Värsta (2005), hvor han nominerede Sveriges værste mand. Han lavede også børneprogrammet Hotell Favoriten sammen med sin ven Lasse Jansson. Der var 15 episoder udsendt på TV4s Lattjo Lajban. Og 2001-2002 som reporter i Söndagsöppet SVT under navnet "Micke Nyfiken".

### Død
Den 7. november 2005 blev Dubois indlagt på en psykiatrisk klinik for depression, men blev udskrevet efter fire dage. Han blev fundet død i sin kælderrum den 2. december 2005 efter at have begået selvmord. Dubois er begravet på Solna kirkegård.

## Filmografi
- 1988 - Angne Och Svullo
- 1989 - Den Elake Polisen (TV-serie)
- 1990 - Svullo Grisar Vidare
- 1991 - V Som I Viking (TV-serie)
- 1991 - 1628 (TV-serie)
- 1991 - Riktiga Män Bär Alltid Slips
- 1991 - Angne Och Svullo "Här Och Nu"
- 1992 - Aladdin (stemme)
- 1996 - Lilla Jönssonligan Och Cornflakeskuppen
- 1997 - Lilla Jönssonligan På Styva Linan
- 1997 - En Fyra För Tre
- 1999 - Lukas 8:18 (TV-serie)
- 2000 - Sex, Lögner Och Videovåld
- 2000 - Naken
- 2006 - Micke Dubois - Mycket Mer Än Bara Svullo

## Diskografi
- 1989 - För Fet För Ett Fuck (singel)
- 1990 - Ride On... (singel)
- 1990 - Ride On... (album)
- 1990 - Släta Av Mig, Suckface (singel)
- 1993 - RKM (album)
- 1993 - Do The Svullo Dance (singel)
- 1993 - Öl-låten (singel)
- 2002 - Res Er För Sverige (singel)
- 2003 - För Fet För Ett Omslag
- 2003 - Vamos Ala Svullos (singel)